# Désiré Paternoster
Désiré Paternoster, né le 21 janvier 1887 à Sainte-Croix (Bruges) en Belgique et mort le 8 avril 1952 à Bruxelles en Belgique, est un footballeur international belge qui joue au poste d'attaquant.
Actif avant avant la première guerre mondiale, principalement au Club Bruges KV, il est repris neuf fois en équipe nationale belge.

## Biographie
Désiré Paternoster débute en équipe première du Club Bruges KV en 1901, alors qu'il n'a que 14 ans. Il y côtoie quelques-uns des grands joueurs de l'époque comme Charles Cambier ou Hector Goetinck. En 1905, il est appelé pour faire son service militaire, obligatoire en Belgique, et s'affilie pendant cette période au FC Yprois, dans les séries provinciales. En 1908, son service terminé, il revient à Bruges. Il devient international belge, et joue neuf matches pour la Belgique, inscrivant au passage deux buts. Le premier le 26 mars 1910 face à l'Angleterre amateur, le second le 19 mars 1911 face aux Pays-Bas.
Avec Bruges, Paternoster termine premier ex aequo du championnat en 1910, mais perd le test-match décisif contre l'Union Saint-Gilloise. En 1911, il rejoint les rangs du Racing Club de Bruxelles, club avec lequel il remporte la première Coupe de Belgique de l'Histoire en 1912. Il joue pour le club bruxellois jusqu'au déclenchement de la Première Guerre mondiale. Il est blessé durant le conflit, et après son rétablissement il est affecté comme motard à la première division de cavalerie. Il ne rejoue plus jamais au football ensuite.
Il marque au total 39 buts, en 106 matches joués en première division belge.

### Palmarès
- 1 fois vainqueur de la Coupe de Belgique en 1912 avec le Racing Club de Bruxelles.